# Lista siturilor arheologice din județul Cluj - B
Lista siturilor arheologice din județul Cluj - B conține toate siturile arheologice din județul Cluj înscrise în Repertoriul Arheologic Național (RAN) și aflate în localități al căror nume începe cu litera B. RAN este administrat de Ministerul Culturii și Patrimoniului Național și cuprinde date științifice, cartografice, topografice, imagini și planuri, precum și orice alte informații privitoare la zonele cu potențial arheologic, studiate sau nu, încă existente sau dispărute.
Puteți căuta un sit din localitățile care încep cu litera B folosind formularul de mai jos sau puteți naviga prin toate siturile din județ la Lista siturilor arheologice din județul Cluj.
| Cod RAN                                  | Denumire | Localitate                                     | Adresă                                            | Datare                        | Descoperit | Coordonate                                    | Imagine           | Erori            |
| ---------------------------------------- | --- | ---------------------------------------------- | ------------------------------------------------- | ----------------------------- | ---------- | --------------------------------------------- | ----------------- | ---------------- |
| 55847.02.01 (Cod LMI: CJ-I-m-B-06950.05) | Situl arheologic de la Baciu - "Căminul Cultural" / ansamblu anonim (Categorie: locuire civilă) (Tip: Așezare)                                                     | sat Baciu, comuna Baciu                        | Căminul Cultural                                  | Starčevo - Criș               |            |                                               | Încărcați imagine | Raportați eroare |
| 55847.02.02 (Cod LMI: CJ-I-m-B-06950.04) | Situl arheologic de la Baciu - "Căminul Cultural" / ansamblu anonim (Categorie: locuire civilă) (Tip: Așezare)                                                     | sat Baciu, comuna Baciu                        | Căminul Cultural                                  |                               |            |                                               | Încărcați imagine | Raportați eroare |
| 55847.02.03 (Cod LMI: CJ-I-m-B-06950.03) | Situl arheologic de la Baciu - "Căminul Cultural" / ansamblu anonim (Categorie: locuire civilă) (Tip: Așezare)                                                     | sat Baciu, comuna Baciu                        | Căminul Cultural                                  | sec. IV-V d.Hr.               |            |                                               | Încărcați imagine | Raportați eroare |
| 55847.02.04 (Cod LMI: CJ-I-m-B-06950.02) | Situl arheologic de la Baciu - "Căminul Cultural" / ansamblu anonim (Categorie: locuire civilă) (Tip: Așezare)                                                     | sat Baciu, comuna Baciu                        | Căminul Cultural                                  | sec. VII-VIII d.Hr.           |            |                                               | Încărcați imagine | Raportați eroare |
| 55847.02.05 (Cod LMI: CJ-I-m-B-06950.01) | Situl arheologic de la Baciu - "Căminul Cultural" / ansamblu anonim (Categorie: locuire civilă) (Tip: Așezare)                                                     | sat Baciu, comuna Baciu                        | Căminul Cultural                                  |                               |            |                                               | Încărcați imagine | Raportați eroare |
| 55847.03.03 (Cod LMI: CJ-I-s-A-06956)    | Situl arheologic de la Baciu - "Strada Nouă" / ansamblu anonim (Categorie: locuire civilă) (Tip: Așezare)                                                          | sat Baciu, comuna Baciu                        | Str. Nouă, intravilan și izlaz, punct Strada Nouă | Petrești                      |            | 46°47′17″N 23°32′02″E / 46.78806°N 23.53389°E | Încărcați imagine | Raportați eroare |
| 55847.03.04 (Cod LMI: CJ-I-s-A-06956)    | Situl arheologic de la Baciu - "Strada Nouă" / ansamblu anonim (Categorie: locuire civilă) (Tip: Locuire)                                                          | sat Baciu, comuna Baciu                        | Str. Nouă, intravilan și izlaz, punct Strada Nouă |                               |            | 46°47′17″N 23°32′02″E / 46.78806°N 23.53389°E | Încărcați imagine | Raportați eroare |
| 55847.03.09 (Cod LMI: CJ-I-s-A-06956)    | Situl arheologic de la Baciu - "Strada Nouă" / ansamblu anonim (Categorie: locuire civilă) (Tip: Așezare)                                                          | sat Baciu, comuna Baciu                        | Str. Nouă, intravilan și izlaz, punct Strada Nouă |                               |            | 46°47′17″N 23°32′02″E / 46.78806°N 23.53389°E | Încărcați imagine | Raportați eroare |
| 55847.03.08 (Cod LMI: CJ-I-s-A-06956)    | Situl arheologic de la Baciu - "Strada Nouă" / ansamblu anonim (Categorie: locuire civilă) (Tip: Așezare)                                                          | sat Baciu, comuna Baciu                        | Str. Nouă, intravilan și izlaz, punct Strada Nouă |                               |            | 46°47′17″N 23°32′02″E / 46.78806°N 23.53389°E | Încărcați imagine | Raportați eroare |
| 55847.03.07 (Cod LMI: CJ-I-s-A-06956)    | Situl arheologic de la Baciu - "Strada Nouă" / ansamblu anonim (Categorie: locuire civilă) (Tip: Așezare)                                                          | sat Baciu, comuna Baciu                        | Str. Nouă, intravilan și izlaz, punct Strada Nouă | sec. II - III d.Hr.           |            | 46°47′17″N 23°32′02″E / 46.78806°N 23.53389°E | Încărcați imagine | Raportați eroare |
| 55847.03.06 (Cod LMI: CJ-I-s-A-06956)    | Situl arheologic de la Baciu - "Strada Nouă" / ansamblu anonim (Categorie: locuire civilă) (Tip: Așezare)                                                          | sat Baciu, comuna Baciu                        | Str. Nouă, intravilan și izlaz, punct Strada Nouă | sec. I î.Hr. - sec. I d.Hr.   |            | 46°47′17″N 23°32′02″E / 46.78806°N 23.53389°E | Încărcați imagine | Raportați eroare |
| 55847.03.05 (Cod LMI: CJ-I-s-A-06956)    | Situl arheologic de la Baciu - "Strada Nouă" / ansamblu anonim (Categorie: locuire civilă) (Tip: Așezare)                                                          | sat Baciu, comuna Baciu                        | Str. Nouă, intravilan și izlaz, punct Strada Nouă |                               |            | 46°47′17″N 23°32′02″E / 46.78806°N 23.53389°E | Încărcați imagine | Raportați eroare |
| 55847.03.02 (Cod LMI: CJ-I-s-A-06956)    | Situl arheologic de la Baciu - "Strada Nouă" / ansamblu anonim (Categorie: locuire civilă) (Tip: Așezare)                                                          | sat Baciu, comuna Baciu                        | Str. Nouă, intravilan și izlaz, punct Strada Nouă |                               |            | 46°47′17″N 23°32′02″E / 46.78806°N 23.53389°E | Încărcați imagine | Raportați eroare |
| 55847.03.01 (Cod LMI: CJ-I-s-A-06956)    | Situl arheologic de la Baciu - "Strada Nouă" / ansamblu anonim (Categorie: locuire civilă) (Tip: Așezare)                                                          | sat Baciu, comuna Baciu                        | Str. Nouă, intravilan și izlaz, punct Strada Nouă |                               |            | 46°47′17″N 23°32′02″E / 46.78806°N 23.53389°E | Încărcați imagine | Raportați eroare |
| 55847.05.01                              | Așezarea preistorică de la Baciu / ansamblu anonim (Categorie: locuire civilă) (Tip: Așezare)                                                                      | sat Baciu, comuna Baciu                        |                                                   |                               |            |                                               | Încărcați imagine | Raportați eroare |
| 55847.06.01 (Cod LMI: CJ-I-s-B-06953)    | Așezarea romană de la Baciu - "Coasta Mănășturului" / ansamblu anonim (Categorie: locuire civilă) (Tip: Așezare)                                                   | sat Baciu, comuna Baciu                        | Coasta Mănășturului                               |                               |            |                                               | Încărcați imagine | Raportați eroare |
| 55847.07.02 (Cod LMI: CJ-I-m-B-06954.02) | Situl arheologic de la Baciu - "La Cabană" / ansamblu anonim (Categorie: locuire civilă) (Tip: Așezare)                                                            | sat Baciu, comuna Baciu                        | La Cabană                                         |                               |            |                                               | Încărcați imagine | Raportați eroare |
| 55847.07.03 (Cod LMI: CJ-I-m-B-06954.01) | Situl arheologic de la Baciu - "La Cabană" / ansamblu anonim (Categorie: locuire civilă) (Tip: Așezare)                                                            | sat Baciu, comuna Baciu                        | La Cabană                                         |                               |            |                                               | Încărcați imagine | Raportați eroare |
| 55847.07.01 (Cod LMI: CJ-I-s-B-06954)    | Situl arheologic de la Baciu - "La Cabană" / ansamblu anonim (Categorie: locuire civilă) (Tip: neprecizat)                                                         | sat Baciu, comuna Baciu                        | La Cabană                                         |                               |            |                                               | Încărcați imagine | Raportați eroare |
| 55847.08.01 (Cod LMI: CJ-I-s-B-06955)    | Așezarea rurală medievală de la Baciu - "Sântioara" / ansamblu anonim (Categorie: locuire civilă) (Tip: Așezare rurală)                                            | sat Baciu, comuna Baciu                        | Sântioara                                         |                               |            |                                               | Încărcați imagine | Raportați eroare |
| 59906.01.01 (Cod LMI: CJ-I-m-B-06957.02) | Situl arheologic de la Batin - "La Cetățele" / ansamblu anonim (Categorie: locuire civilă) (Tip: Așezare)                                                          | sat Batin, comuna Unguraș                      | La Cetățele                                       |                               |            |                                               | Încărcați imagine | Raportați eroare |
| 59906.01.02 (Cod LMI: CJ-I-m-B-06957.01) | Situl arheologic de la Batin - "La Cetățele" / ansamblu anonim (Categorie: locuire civilă) (Tip: Așezare)                                                          | sat Batin, comuna Unguraș                      | La Cetățele                                       | geto-dacică                   |            |                                               | Încărcați imagine | Raportați eroare |
| 60115.01.01 (Cod LMI: CJ-I-s-B-06958)    | Cetatea de pământ de la Băbuțiu - "Grecea" / ansamblu anonim (Categorie: locuire) (Tip: Cetate de pământ)                                                          | sat Băbuțiu, comuna Vultureni                  | Grecea                                            |                               |            |                                               | Încărcați imagine | Raportați eroare |
| 60115.01.02 (Cod LMI: CJ-I-s-B-06958)    | Cetatea de pământ de la Băbuțiu - "Grecea" / ansamblu anonim (Categorie: locuire) (Tip: Așezare)                                                                   | sat Băbuțiu, comuna Vultureni                  | Grecea                                            |                               |            |                                               | Încărcați imagine | Raportați eroare |
| 58749.01.01 (Cod LMI: CJ-I-m-B-06959.06) | Situl arheologic de la Bădeni - "Movila Dâmb" / ansamblu anonim (Categorie: locuire civilă) (Tip: Așezare)                                                         | sat Bădeni, comuna Moldovenești                | Movila Dâmb                                       | Starčevo - Criș sec. XI î.Hr. |            |                                               | Încărcați imagine | Raportați eroare |
| 58749.01.02 (Cod LMI: CJ-I-m-B-06959.05) | Situl arheologic de la Bădeni - "Movila Dâmb" / ansamblu anonim (Categorie: locuire civilă) (Tip: Așezare)                                                         | sat Bădeni, comuna Moldovenești                | Movila Dâmb                                       | Wietenberg                    |            |                                               | Încărcați imagine | Raportați eroare |
| 58749.01.03 (Cod LMI: CJ-I-s-B-06959)    | Situl arheologic de la Bădeni - "Movila Dâmb" / ansamblu anonim (Categorie: locuire civilă) (Tip: Așezare)                                                         | sat Bădeni, comuna Moldovenești                | Movila Dâmb                                       | geto-dacică                   |            |                                               | Încărcați imagine | Raportați eroare |
| 58749.01.04 (Cod LMI: CJ-I-m-B-06959.03) | Situl arheologic de la Bădeni - "Movila Dâmb" / ansamblu anonim (Categorie: locuire civilă) (Tip: Așezare)                                                         | sat Bădeni, comuna Moldovenești                | Movila Dâmb                                       | sec. II - III d.Hr.           |            |                                               | Încărcați imagine | Raportați eroare |
| 58749.01.05 (Cod LMI: CJ-I-s-B-06959)    | Situl arheologic de la Bădeni - "Movila Dâmb" / ansamblu anonim (Categorie: locuire civilă) (Tip: Așezare)                                                         | sat Bădeni, comuna Moldovenești                | Movila Dâmb                                       |                               |            |                                               | Încărcați imagine | Raportați eroare |
| 58749.01.06 (Cod LMI: CJ-I-m-B-06959.01) | Situl arheologic de la Bădeni - "Movila Dâmb" / ansamblu anonim (Categorie: locuire civilă) (Tip: Așezare)                                                         | sat Bădeni, comuna Moldovenești                | Movila Dâmb                                       |                               |            |                                               | Încărcați imagine | Raportați eroare |
| 58749.01.07 (Cod LMI: CJ-I-m-B-06959.04) | Situl arheologic de la Bădeni - "Movila Dâmb" / ansamblu anonim (Categorie: locuire civilă) (Tip: Așezare)                                                         | sat Bădeni, comuna Moldovenești                | Movila Dâmb                                       | Basarabi                      |            |                                               | Încărcați imagine | Raportați eroare |
| 58749.01.08 (Cod LMI: CJ-I-m-B-06959.02) | Situl arheologic de la Bădeni - "Movila Dâmb" / ansamblu anonim (Categorie: locuire civilă) (Tip: Așezare)                                                         | sat Bădeni, comuna Moldovenești                | Movila Dâmb                                       |                               |            |                                               | Încărcați imagine | Raportați eroare |
| 58749.02.01 (Cod LMI: CJ-I-s-A-06960)    | Așezarea romană de la Bădeni - "Dealul Pad" / ansamblu anonim (Categorie: locuire civilă) (Tip: Așezare)                                                           | sat Bădeni, comuna Moldovenești                | Dealul Pad                                        |                               |            | 46°29′24″N 23°44′31″E / 46.49°N 23.74195°E    | Încărcați imagine | Raportați eroare |
| 58749.03.01 (Cod LMI: CJ-I-s-A-06961)    | Așezarea hallstattiană de la Bădeni - "Apa Sărată" / ansamblu anonim (Categorie: locuire civilă) (Tip: Așezare)                                                    | sat Bădeni, comuna Moldovenești                | Apa Sărată                                        |                               |            | 46°29′14″N 23°46′01″E / 46.48732°N 23.76695°E | Încărcați imagine | Raportați eroare |
| 60124.01.01 (Cod LMI: CJ-I-s-A-06962)    | Tumuli de la Bădești - "La Țiglă" / ansamblu anonim (Categorie: descoperire funerară) (Tip: Grup de tumuli)                                                        | sat Bădești, comuna Vultureni                  | La Tiglă                                          |                               |            | 46°57′41″N 23°37′46″E / 46.96132°N 23.62942°E | Încărcați imagine | Raportați eroare |
| 55516.01.01 (Cod LMI: CJ-I-s-B-06963)    | Așezarea romană de la Băgara / ansamblu anonim (Categorie: locuire civilă) (Tip: Așezare)                                                                          | sat Băgara, comuna Aghireșu                    |                                                   |                               |            |                                               | Încărcați imagine | Raportați eroare |
| 55400.01.01 (Cod LMI: CJ-I-s-B-06964)    | Așezarea neolitică de la Băița / ansamblu anonim (Categorie: locuire civilă) (Tip: Așezare)                                                                        | localitate componentă Băița, municipiul Gherla | Cetate                                            |                               |            | 47°01′12″N 23°52′29″E / 47.02005°N 23.87476°E | Încărcați imagine | Raportați eroare |
| 55400.01.02 (Cod LMI: CJ-I-s-B-06964)    | Așezarea neolitică de la Băița / ansamblu anonim (Categorie: locuire civilă) (Tip: Turn)                                                                           | localitate componentă Băița, municipiul Gherla | Cetate                                            |                               |            | 47°01′12″N 23°52′29″E / 47.02005°N 23.87476°E | Încărcați imagine | Raportați eroare |
| 55400.01.03 (Cod LMI: CJ-I-s-B-06964)    | Așezarea neolitică de la Băița / ansamblu anonim (Categorie: locuire civilă) (Tip: Drum)                                                                           | localitate componentă Băița, municipiul Gherla | Cetate                                            |                               |            | 47°01′12″N 23°52′29″E / 47.02005°N 23.87476°E | Încărcați imagine | Raportați eroare |
| 55400.02.01 (Cod LMI: CJ-I-s-A-06966)    | Așezarea din epoca bronzului de la Băița - "Dealul Sarazia" / ansamblu anonim (Categorie: locuire civilă) (Tip: Așezare)                                           | localitate componentă Băița, municipiul Gherla | Dealul Sarazia                                    | Wietenberg                    |            | 47°01′54″N 23°52′33″E / 47.03166°N 23.87586°E | Încărcați imagine | Raportați eroare |
| 55400.03.01 (Cod LMI: CJ-I-m-A-06967.06) | Situl arheologic de la Băița - "Bumaș" / ansamblu anonim (Categorie: locuire civilă) (Tip: Așezare)                                                                | localitate componentă Băița, municipiul Gherla | Bumaș                                             |                               |            |                                               | Încărcați imagine | Raportați eroare |
| 55400.03.02 (Cod LMI: CJ-I-m-A-06967.05) | Situl arheologic de la Băița - "Bumaș" / ansamblu anonim (Categorie: locuire civilă) (Tip: Așezare)                                                                | localitate componentă Băița, municipiul Gherla | Bumaș                                             | Coțofeni                      |            |                                               | Încărcați imagine | Raportați eroare |
| 55400.03.03 (Cod LMI: CJ-I-m-A-06967.04) | Situl arheologic de la Băița - "Bumaș" / ansamblu anonim (Categorie: locuire civilă) (Tip: Așezare)                                                                | localitate componentă Băița, municipiul Gherla | Bumaș                                             |                               |            |                                               | Încărcați imagine | Raportați eroare |
| 55400.03.04 (Cod LMI: CJ-I-m-A-06967.03) | Situl arheologic de la Băița - "Bumaș" / ansamblu anonim (Categorie: locuire civilă) (Tip: Așezare)                                                                | localitate componentă Băița, municipiul Gherla | Bumaș                                             |                               |            |                                               | Încărcați imagine | Raportați eroare |
| 55400.03.05 (Cod LMI: CJ-I-m-A-06967.02) | Situl arheologic de la Băița - "Bumaș" / ansamblu anonim (Categorie: locuire civilă) (Tip: Așezare)                                                                | localitate componentă Băița, municipiul Gherla | Bumaș                                             |                               |            |                                               | Încărcați imagine | Raportați eroare |
| 55400.03.06 (Cod LMI: CJ-I-m-A-06967.01) | Situl arheologic de la Băița - "Bumaș" / ansamblu anonim (Categorie: locuire civilă) (Tip: Așezare)                                                                | localitate componentă Băița, municipiul Gherla | Bumaș                                             |                               |            |                                               | Încărcați imagine | Raportați eroare |
| 58428.01.01 (Cod LMI: CJ-I-s-B-06968)    | Cetatea medievală de la Bedeciu / ansamblu anonim (Categorie: locuire civilă) (Tip: Cetate)                                                                        | sat Bedeciu, comuna Mănăstireni                |                                                   |                               |            |                                               | Încărcați imagine | Raportați eroare |
| 55464.01.01 (Cod LMI: CJ-I-s-A-06969)    | Vestigii medievale de la Bicălatu - "Cetatea lupilor" / ansamblu anonim (Categorie: neprecizată) (Tip: neprecizat)                                                 | localitate componentă Bicălatu, oraș Huedin    | Cetatea lupilor                                   |                               |            | 46°56′14″N 23°26′05″E / 46.93713°N 23.43478°E | Încărcați imagine | Raportați eroare |
| 56103.01.01 (Cod LMI: CJ-I-s-A-06970)    | Așezarea hallstattiană de la Bobâlna - "Dealul Bobâlna" / ansamblu anonim (Categorie: locuire civilă) (Tip: Așezare fortificată)                                   | sat Bobâlna, comuna Bobâlna                    | Dealul Bobâlna                                    |                               |            |                                               | Încărcați imagine | Raportați eroare |
| 56103.01.02 (Cod LMI: CJ-I-s-A-06970)    | Așezarea hallstattiană de la Bobâlna - "Dealul Bobâlna" / ansamblu anonim (Categorie: locuire civilă) (Tip: Apeduct)                                               | sat Bobâlna, comuna Bobâlna                    | Dealul Bobâlna                                    | Bodrogkeresztur               |            |                                               | Încărcați imagine | Raportați eroare |
| 56103.01.03 (Cod LMI: CJ-I-s-A-06970)    | Așezarea hallstattiană de la Bobâlna - "Dealul Bobâlna" / ansamblu anonim (Categorie: locuire civilă) (Tip: Locuire)                                               | sat Bobâlna, comuna Bobâlna                    | Dealul Bobâlna                                    | Bodrogkeresztur               |            |                                               | Încărcați imagine | Raportați eroare |
| 56871.02.01 (Cod LMI: CJ-I-s-B-06971)    | Așezarea romană de la Boian / ansamblu anonim (Categorie: locuire civilă) (Tip: Așezare)                                                                           | sat Boian, comuna Ceanu Mare                   |                                                   |                               |            |                                               | Încărcați imagine | Raportați eroare |
| 57387.01.01 (Cod LMI: CJ-I-m-B-06972.02) | Situl arheologic de la Boju / ansamblu anonim (Categorie: locuire civilă) (Tip: Așezare)                                                                           | sat Boju, comuna Cojocna                       |                                                   |                               |            |                                               | Încărcați imagine | Raportați eroare |
| 57387.01.02 (Cod LMI: CJ-I-m-B-06972.01) | Situl arheologic de la Boju / ansamblu anonim (Categorie: locuire civilă) (Tip: Așezare)                                                                           | sat Boju, comuna Cojocna                       |                                                   |                               |            |                                               | Încărcați imagine | Raportați eroare |
| 57387.02.01 (Cod LMI: CJ-I-s-B-06973)    | Tumuli de la Boju / ansamblu anonim (Categorie: descoperire funerară) (Tip: Grup de tumuli)                                                                        | sat Boju, comuna Cojocna                       |                                                   |                               |            |                                               | Încărcați imagine | Raportați eroare |
| 56880.01.01 (Cod LMI: CJ-I-s-B-06974)    | Așezarea romană de la Bolduț / ansamblu anonim (Categorie: locuire civilă) (Tip: Așezare)                                                                          | sat Bolduț, comuna Ceanu Mare                  |                                                   |                               |            |                                               | Încărcați imagine | Raportați eroare |
| 59069.01.01 (Cod LMI: CJ-I-m-A-06975.01) | Castrul roman de la Bologa - "Grădiște" / ansamblu anonim (Categorie: locuire militară) (Tip: Castru)                                                              | sat Bologa, comuna Poieni                      | Grădiște                                          |                               |            | 46°53′12″N 22°52′59″E / 46.88673°N 22.88296°E | Încărcați imagine | Raportați eroare |
| 59069.01.02 (Cod LMI: CJ-I-m-A-06975.02) | Castrul roman de la Bologa - "Grădiște" / ansamblu anonim (Categorie: locuire militară) (Tip: Vicus)                                                               | sat Bologa, comuna Poieni                      | Grădiște                                          |                               |            | 46°53′12″N 22°52′59″E / 46.88673°N 22.88296°E | Încărcați imagine | Raportați eroare |
| 59069.02.01 (Cod LMI: CJ-I-m-A-06976.01) | Sistem de supraveghere și apărare a limesului Daciei în sectorul castrului de la Bologa - "Măgura Bologii" / ansamblu anonim (Categorie: fortificație) (Tip: Turn) | sat Bologa, comuna Poieni                      | Magura Bologii                                    |                               |            | 46°53′20″N 22°51′30″E / 46.88888°N 22.85831°E | Încărcați imagine | Raportați eroare |
| 59069.02.02 (Cod LMI: CJ-I-m-A-06976.02) | Sistem de supraveghere și apărare a limesului Daciei în sectorul castrului de la Bologa - "Măgura Bologii" / ansamblu anonim (Categorie: fortificație) (Tip: Turn) | sat Bologa, comuna Poieni                      | Magura Bologii                                    |                               |            | 46°53′20″N 22°51′30″E / 46.88888°N 22.85831°E | Încărcați imagine | Raportați eroare |
| 59069.02.03 (Cod LMI: CJ-I-m-A-06976.03) | Sistem de supraveghere și apărare a limesului Daciei în sectorul castrului de la Bologa - "Măgura Bologii" / ansamblu anonim (Categorie: fortificație) (Tip: Turn) | sat Bologa, comuna Poieni                      | Magura Bologii                                    |                               |            | 46°53′20″N 22°51′30″E / 46.88888°N 22.85831°E | Încărcați imagine | Raportați eroare |
| 59069.02.04 (Cod LMI: CJ-I-m-A-06976.04) | Sistem de supraveghere și apărare a limesului Daciei în sectorul castrului de la Bologa - "Măgura Bologii" / ansamblu anonim (Categorie: fortificație) (Tip: Turn) | sat Bologa, comuna Poieni                      | Magura Bologii                                    |                               |            | 46°53′20″N 22°51′30″E / 46.88888°N 22.85831°E | Încărcați imagine | Raportați eroare |
| 59069.02.05 (Cod LMI: CJ-I-m-A-06976.05) | Sistem de supraveghere și apărare a limesului Daciei în sectorul castrului de la Bologa - "Măgura Bologii" / ansamblu anonim (Categorie: fortificație) (Tip: Turn) | sat Bologa, comuna Poieni                      | Magura Bologii                                    |                               |            | 46°53′20″N 22°51′30″E / 46.88888°N 22.85831°E | Încărcați imagine | Raportați eroare |
| 59069.02.06 (Cod LMI: CJ-I-m-A-06976.06) | Sistem de supraveghere și apărare a limesului Daciei în sectorul castrului de la Bologa - "Măgura Bologii" / ansamblu anonim (Categorie: fortificație) (Tip: Turn) | sat Bologa, comuna Poieni                      | Magura Bologii                                    |                               |            | 46°53′20″N 22°51′30″E / 46.88888°N 22.85831°E | Încărcați imagine | Raportați eroare |
| 57662.02.01 (Cod LMI: CJ-I-m-B-06979.03) | Situl arheologic de la Bonț / ansamblu anonim (Categorie: locuire civilă) (Tip: Așezare)                                                                           | sat Bonț, comuna Fizeșu Gherlii                |                                                   | Coțofeni                      |            |                                               | Încărcați imagine | Raportați eroare |
| 57662.02.02 (Cod LMI: CJ-I-m-B-06979.02) | Situl arheologic de la Bonț / ansamblu anonim (Categorie: locuire civilă) (Tip: Așezare)                                                                           | sat Bonț, comuna Fizeșu Gherlii                |                                                   |                               |            |                                               | Încărcați imagine | Raportați eroare |
| 57662.02.03 (Cod LMI: CJ-I-m-B-06979.01) | Situl arheologic de la Bonț / ansamblu anonim (Categorie: locuire civilă) (Tip: Așezare)                                                                           | sat Bonț, comuna Fizeșu Gherlii                |                                                   |                               |            |                                               | Încărcați imagine | Raportați eroare |
| 57662.03.01 (Cod LMI: CJ-I-m-B-06977.03) | Situl arheologic de la Bonț - "Brohanci" / ansamblu anonim (Categorie: locuire civilă) (Tip: Așezare)                                                              | sat Bonț, comuna Fizeșu Gherlii                | Brohanci                                          |                               |            |                                               | Încărcați imagine | Raportați eroare |
| 57662.03.02 (Cod LMI: CJ-I-m-B-06977.02) | Situl arheologic de la Bonț - "Brohanci" / ansamblu anonim (Categorie: locuire civilă) (Tip: Așezare)                                                              | sat Bonț, comuna Fizeșu Gherlii                | Brohanci                                          |                               |            |                                               | Încărcați imagine | Raportați eroare |
| 57662.03.03 (Cod LMI: CJ-I-m-B-06977.01) | Situl arheologic de la Bonț - "Brohanci" / ansamblu anonim (Categorie: locuire civilă) (Tip: Așezare)                                                              | sat Bonț, comuna Fizeșu Gherlii                | Brohanci                                          |                               |            |                                               | Încărcați imagine | Raportați eroare |
| 56229.01.01 (Cod LMI: CJ-I-s-A-06980)    | Așezarea eneolică de la Bonțida - "Podărie" / ansamblu anonim (Categorie: locuire civilă) (Tip: Așezare)                                                           | sat Bonțida, comuna Bonțida                    | Podărie                                           |                               |            | 46°53′31″N 23°48′44″E / 46.89208°N 23.81221°E | Încărcați imagine | Raportați eroare |
| 56229.02.02 (Cod LMI: CJ-I-m-B-06981.04) | Situl arheologic de la Bonțida - "Nerveghiu" / ansamblu anonim (Categorie: locuire civilă) (Tip: Așezare)                                                          | sat Bonțida, comuna Bonțida                    | Nerveghiu                                         | Coțofeni                      |            |                                               | Încărcați imagine | Raportați eroare |
| 56229.02.03 (Cod LMI: CJ-I-m-B-06981.03) | Situl arheologic de la Bonțida - "Nerveghiu" / ansamblu anonim (Categorie: locuire civilă) (Tip: Așezare)                                                          | sat Bonțida, comuna Bonțida                    | Nerveghiu                                         |                               |            |                                               | Încărcați imagine | Raportați eroare |
| 56229.02.04 (Cod LMI: CJ-I-m-B-06981.02) | Situl arheologic de la Bonțida - "Nerveghiu" / ansamblu anonim (Categorie: locuire civilă) (Tip: Așezare)                                                          | sat Bonțida, comuna Bonțida                    | Nerveghiu                                         |                               |            |                                               | Încărcați imagine | Raportați eroare |
| 56229.02.05 (Cod LMI: CJ-I-m-B-06981.01) | Situl arheologic de la Bonțida - "Nerveghiu" / ansamblu anonim (Categorie: locuire civilă) (Tip: Grup de tumuli)                                                   | sat Bonțida, comuna Bonțida                    | Nerveghiu                                         |                               |            |                                               | Încărcați imagine | Raportați eroare |
| 56229.02.01 (Cod LMI: CJ-I-m-B-06981.05) | Situl arheologic de la Bonțida - "Nerveghiu" / ansamblu anonim (Categorie: locuire civilă) (Tip: Necropolă tumulară)                                               | sat Bonțida, comuna Bonțida                    | Nerveghiu                                         |                               |            |                                               | Încărcați imagine | Raportați eroare |
| 56274.01.01 (Cod LMI: CJ-I-s-B-06982)    | Tumuli de la Borșa / ansamblu anonim (Categorie: descoperire funerară) (Tip: Grup de tumuli)                                                                       | sat Borșa, comuna Borșa                        |                                                   |                               |            | 46°54′20″N 23°40′50″E / 46.90568°N 23.68061°E | Încărcați imagine | Raportați eroare |
| 56274.01.02 (Cod LMI: CJ-I-s-B-06982)    | Tumuli de la Borșa / ansamblu anonim (Categorie: descoperire funerară) (Tip: Așezare)                                                                              | sat Borșa, comuna Borșa                        |                                                   | Coțofeni                      |            | 46°54′20″N 23°40′50″E / 46.90568°N 23.68061°E | Încărcați imagine | Raportați eroare |
| 10017556274 (Cod LMI: CJ-I-s-B-06982)    | Tumuli de la Borșa / ansamblu anonim (Categorie: descoperire funerară) (Tip: Așezare)                                                                              | sat Borșa, comuna Borșa                        |                                                   |                               |            | 46°54′20″N 23°40′50″E / 46.90568°N 23.68061°E | Încărcați imagine | Raportați eroare |
| 58570.01.01 (Cod LMI: CJ-I-s-A-06984)    | Așezarea neolitică de la Bunești - "Coasta Gherlii" / ansamblu anonim (Categorie: locuire civilă) (Tip: Așezare)                                                   | sat Bunești, comuna Mintiu Gherlii             | Coasta Gherlii                                    | Iclod                         |            | 47°02′45″N 23°52′43″E / 47.04587°N 23.87873°E | Încărcați imagine | Raportați eroare |
| 56336.01.01 (Cod LMI: CJ-I-s-A-06985)    | Cetatea de pământ hallstattiană de la Buza - "Dealul Cetății" / ansamblu anonim (Categorie: locuire) (Tip: Cetate de pământ)                                       | sat Buza, comuna Buza                          | Dealul Cetății                                    |                               |            | 46°54′08″N 24°09′19″E / 46.90222°N 24.15534°E | Încărcați imagine | Raportați eroare |
| 56336.02.01 (Cod LMI: CJ-I-m-A-06986.02) | Situl arheologic de la Buza - "După Lab" / ansamblu anonim (Categorie: locuire civilă) (Tip: Așezare)                                                              | sat Buza, comuna Buza                          | După Lab                                          | geto-dacică                   |            | 46°54′54″N 24°09′19″E / 46.91493°N 24.15532°E | Încărcați imagine | Raportați eroare |
| 56336.02.02 (Cod LMI: CJ-I-m-A-06986.04) | Situl arheologic de la Buza - "După Lab" / ansamblu anonim (Categorie: locuire civilă) (Tip: Așezare)                                                              | sat Buza, comuna Buza                          | După Lab                                          |                               |            | 46°54′54″N 24°09′19″E / 46.91493°N 24.15532°E | Încărcați imagine | Raportați eroare |
| 56336.02.03 (Cod LMI: CJ-I-m-A-06986.03) | Situl arheologic de la Buza - "După Lab" / ansamblu anonim (Categorie: locuire civilă) (Tip: Așezare)                                                              | sat Buza, comuna Buza                          | După Lab                                          |                               |            | 46°54′54″N 24°09′19″E / 46.91493°N 24.15532°E | Încărcați imagine | Raportați eroare |
| 56336.02.04 (Cod LMI: CJ-I-m-A-06986.01) | Situl arheologic de la Buza - "După Lab" / ansamblu anonim (Categorie: locuire civilă) (Tip: Așezare)                                                              | sat Buza, comuna Buza                          | După Lab                                          |                               |            | 46°54′54″N 24°09′19″E / 46.91493°N 24.15532°E | Încărcați imagine | Raportați eroare |
| 56336.03.01 (Cod LMI: CJ-I-m-B-06987.03) | Situl arheologic de la Buza-Dosul Tăpieșului / ansamblu anonim (Categorie: locuire civilă) (Tip: Așezare)                                                          | sat Buza, comuna Buza                          | Dosul Tăpieșului                                  |                               |            |                                               | Încărcați imagine | Raportați eroare |
| 56336.03.02 (Cod LMI: CJ-I-m-B-06987.02) | Situl arheologic de la Buza-Dosul Tăpieșului / ansamblu anonim (Categorie: locuire civilă) (Tip: Așezare)                                                          | sat Buza, comuna Buza                          | Dosul Tăpieșului                                  | Coțofeni                      |            |                                               | Încărcați imagine | Raportați eroare |
| 56336.03.03 (Cod LMI: CJ-I-m-B-06987.01) | Situl arheologic de la Buza-Dosul Tăpieșului / ansamblu anonim (Categorie: locuire civilă) (Tip: Așezare)                                                          | sat Buza, comuna Buza                          | Dosul Tăpieșului                                  |                               |            |                                               | Încărcați imagine | Raportați eroare |
| 56336.04.01                              | Așezarea romană de la Buza / ansamblu anonim (Categorie: locuire civilă) (Tip: Așezare)                                                                            | sat Buza, comuna Buza                          |                                                   |                               |            |                                               | Încărcați imagine | Raportați eroare |
| 56229.03.01 (Cod LMI: CJ-II-a-A-07534)   | Castelul Banffy de la Bonțida / ansamblu Castelul Banffy (Categorie: construcție) (Tip: Castel)                                                                    | sat Bonțida, comuna Bonțida                    | 152-154                                           | sec XV-XVIII                  | 2000       | 46°55′N 23°49′E / 46.91°N 23.81°E             | Încărcați imagine | Raportați eroare |
| 55847.09.01 (Cod LMI: CJ-I-m-A-06952.01) | Situl arheologic de la Baciu - "Cheile Baciului" / ansamblu anonim (Categorie: locuire) (Tip: Așezare)                                                             | sat Baciu, comuna Baciu                        | Cheile Baciului                                   | Starčevo - Criș               |            | 46°46′48″N 23°31′07″E / 46.78°N 23.51861°E    | Încărcați imagine | Raportați eroare |
| 55847.09.02 (Cod LMI: CJ-I-m-A-06952.02) | Situl arheologic de la Baciu - "Cheile Baciului" / ansamblu anonim (Categorie: locuire) (Tip: Necropolă)                                                           | sat Baciu, comuna Baciu                        | Cheile Baciului                                   |                               |            | 46°46′48″N 23°31′07″E / 46.78°N 23.51861°E    | Încărcați imagine | Raportați eroare |
| 55927.01                                 | Măciucă de piatră (diorit) eneolitică la Băișoara (Categorie: descoperire izolată) (Tip: obiect izolat)                                                            | sat Băișoara, comuna Băișoara                  |                                                   |                               |            |                                               | Încărcați imagine | Raportați eroare |
| 60115.02.01                              | Așezările de la Băbuțiu - "Dealul cu Vie" / ansamblu anonim (Categorie: locuire civilă) (Tip: Așezare)                                                             | sat Băbuțiu, comuna Vultureni                  | Dealul cu Vie                                     | Turdaș                        |            |                                               | Încărcați imagine | Raportați eroare |
| 56121.01                                 | Obiecte neolitice la Băbdiu (Categorie: descoperire izolată) (Tip: obiect izolat)                                                                                  | sat Băbdiu, comuna Bobâlna                     |                                                   |                               |            |                                               | Încărcați imagine | Raportați eroare |
| 57467.01.01                              | Așezarea de la Bârlea / ansamblu anonim (Categorie: locuire civilă) (Tip: așezare)                                                                                 | sat Bârlea, comuna Cornești                    | Csibulo                                           |                               |            |                                               | Încărcați imagine | Raportați eroare |
| 56023.01                                 | Topor neolitic la Beliș (Categorie: descoperire izolată) (Tip: obiect izolat)                                                                                      | sat Beliș, comuna Beliș                        |                                                   |                               |            |                                               | Încărcați imagine | Raportați eroare |
| 59602.01.01                              | Așezarea de la Berindu / ansamblu anonim (Categorie: locuire civilă) (Tip: așezare)                                                                                | sat Berindu, comuna Sânpaul                    |                                                   |                               |            |                                               | Încărcați imagine | Raportați eroare |
| 55464.02                                 | Unelte neolitice la Bicălatu (Categorie: descoperire izolată) (Tip: obiect izolat)                                                                                 | localitate componentă Bicălatu, oraș Huedin    |                                                   |                               |            |                                               | Încărcați imagine | Raportați eroare |
| 57662.01.01 (Cod LMI: CJ-I-s-A-06978)    | Așezarea neolitică de la Bonț - "Dealul Bucutir" / ansamblu anonim (Categorie: locuire civilă) (Tip: Așezare)                                                      | sat Bonț, comuna Fizeșu Gherlii                | Dealul Bucutir                                    |                               |            | 46°59′36″N 23°55′44″E / 46.99344°N 23.92897°E | Încărcați imagine | Raportați eroare |
| 57662.06.01                              | Așezarea neolitică de la Bonț - "După Tău" / ansamblu anonim (Categorie: locuire civilă) (Tip: Așezare)                                                            | sat Bonț, comuna Fizeșu Gherlii                | După Tău                                          |                               |            |                                               | Încărcați imagine | Raportați eroare |
| 57662.07.01                              | Așezarea de la Bonț - "Valea Holcereghii" / ansamblu anonim (Categorie: locuire civilă) (Tip: Așezare)                                                             | sat Bonț, comuna Fizeșu Gherlii                | Valea Holcereghii                                 |                               |            |                                               | Încărcați imagine | Raportați eroare |
| 57662.04.01                              | Așezarea neolitică de la Bonț - "Răzor" / ansamblu anonim (Categorie: locuire civilă) (Tip: Așezare)                                                               | sat Bonț, comuna Fizeșu Gherlii                | Răzor                                             |                               |            |                                               | Încărcați imagine | Raportați eroare |
| 57662.05.01                              | Așezarea de la Bonț - "Boziaș" / ansamblu anonim (Categorie: locuire civilă) (Tip: Așezare)                                                                        | sat Bonț, comuna Fizeșu Gherlii                | Boziaș                                            |                               |            |                                               | Încărcați imagine | Raportați eroare |
| 56871.01.01                              | Așezarea neolitică de la Boian / ansamblu anonim (Categorie: locuire civilă) (Tip: Așezare)                                                                        | sat Boian, comuna Ceanu Mare                   |                                                   |                               |            |                                               | Încărcați imagine | Raportați eroare |
| 59979.01.01                              | Așezarea de la Bogata de Sus / ansamblu anonim (Categorie: locuire civilă) (Tip: Așezare)                                                                          | sat Bogata de Sus, comuna Vad                  |                                                   |                               |            |                                               | Încărcați imagine | Raportați eroare |
| 56336.05.01                              | Urme preistorice la Buza / ansamblu anonim(Izvoare, Beg, Ursoaica) (Categorie: locuire civilă) (Tip: neprecizat)                                                   | sat Buza, comuna Buza                          | Vrabia                                            |                               |            |                                               | Încărcați imagine | Raportați eroare |
| 59069.03.01 (Cod LMI: CJ-II-m-B-07533)   | Cetatea Bologa de la Bologa / ansamblu Cetatea Bologa (Categorie: locuire civilă) (Tip: Cetate)                                                                    | sat Bologa, comuna Poieni                      |                                                   | sec. XIII - XV d.Hr.          |            | 46°53′10″N 22°53′04″E / 46.88608°N 22.88439°E | Încărcați imagine | Raportați eroare |
| 55400.04.01 (Cod LMI: CJ-I-s-B-06965)    | Situl arheologic de la Băița - Malul stâng al Someșului / ansamblu anonim (Categorie: locuire) (Tip: Așezare)                                                      | localitate componentă Băița, municipiul Gherla |                                                   | sec. II - III d.Hr.           |            | 47°01′45″N 23°53′22″E / 47.02919°N 23.88938°E | Încărcați imagine | Raportați eroare |
| 55400.04.02 (Cod LMI: CJ-I-s-B-06965)    | Situl arheologic de la Băița - Malul stâng al Someșului / ansamblu anonim (Categorie: locuire) (Tip: Drum)                                                         | localitate componentă Băița, municipiul Gherla |                                                   |                               |            | 47°01′45″N 23°53′22″E / 47.02919°N 23.88938°E | Încărcați imagine | Raportați eroare |
| 56274.02.01 (Cod LMI: CJ-I-m-B-06983.01) | Situl arheologic de la Borșa / ansamblu anonim (Categorie: locuire) (Tip: Așezare)                                                                                 | sat Borșa, comuna Borșa                        |                                                   |                               |            | 46°54′50″N 24°09′20″E / 46.91386°N 24.15564°E | Încărcați imagine | Raportați eroare |
| 56274.02.02 (Cod LMI: CJ-I-m-B-06983.02) | Situl arheologic de la Borșa / ansamblu anonim (Categorie: locuire) (Tip: Așezare)                                                                                 | sat Borșa, comuna Borșa                        |                                                   | Coțofeni                      |            | 46°54′50″N 24°09′20″E / 46.91386°N 24.15564°E | Încărcați imagine | Raportați eroare |
| 58570.02.01                              | Drumul roman de la Bunești-casa nr. 306A / ansamblu anonim (Categorie: construcție) (Tip: Drum)                                                                    | sat Bunești, comuna Mintiu Gherlii             | Casa nr 306A                                      |                               |            |                                               | Încărcați imagine | Raportați eroare |
| 58570.03.01                              | Drumul roman de la Bunești-Pădurea Morii / ansamblu anonim (Categorie: construcție) (Tip: Drum)                                                                    | sat Bunești, comuna Mintiu Gherlii             | Pădurea Morii                                     |                               |            |                                               | Încărcați imagine | Raportați eroare |
| 55847.04.01 (Cod LMI: CJ-I-s-B-06951)    | Așezarea Latene de la Baciu - "Căpranța" / ansamblu anonim (Categorie: locuire civilă) (Tip: Așezare)                                                              | sat Baciu, comuna Baciu                        | Căpranța                                          |                               |            |                                               | Încărcați imagine | Raportați eroare |
| 55847.01.01 (Cod LMI: CJ-I-m-A-06949.01) | Situl arheologic de la Baciu - "Gura Baciului" / ansamblu anonim (Categorie: locuire civilă) (Tip: Așezare)                                                        | sat Baciu, comuna Baciu                        | Gura Baciului                                     |                               |            | 46°46′49″N 23°30′44″E / 46.7802°N 23.51229°E  | Încărcați imagine | Raportați eroare |
| 55847.01.02 (Cod LMI: CJ-I-s-A-06949)    | Situl arheologic de la Baciu - "Gura Baciului" / ansamblu anonim (Categorie: locuire civilă) (Tip: Așezare)                                                        | sat Baciu, comuna Baciu                        | Gura Baciului                                     |                               |            | 46°46′49″N 23°30′44″E / 46.7802°N 23.51229°E  | Încărcați imagine | Raportați eroare |